# Erwin Hauer
Erwin Hauer (* 18. Januar 1926 in Wien; † 22. Dezember 2017 in Branford, Connecticut) war ein österreichisch-amerikanischer Bildhauer.

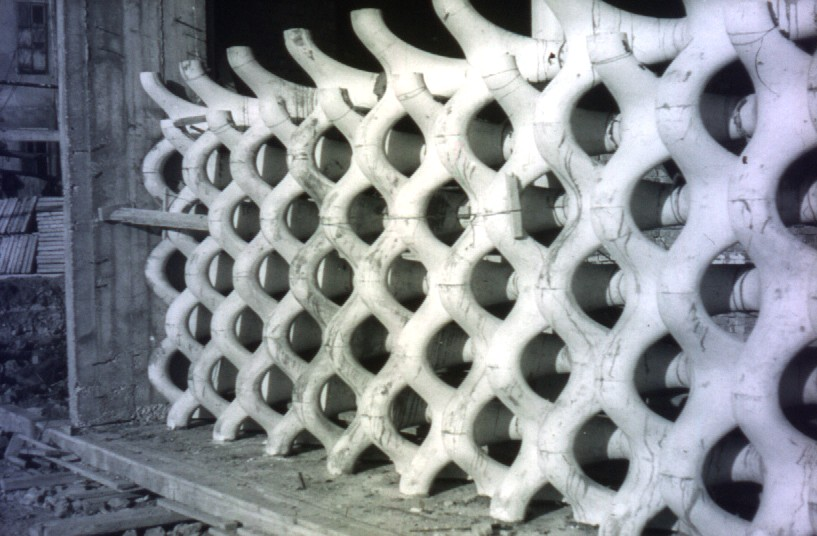
Aufbau einer durchbrochenen Wand in der Pfarrkirche Liesing

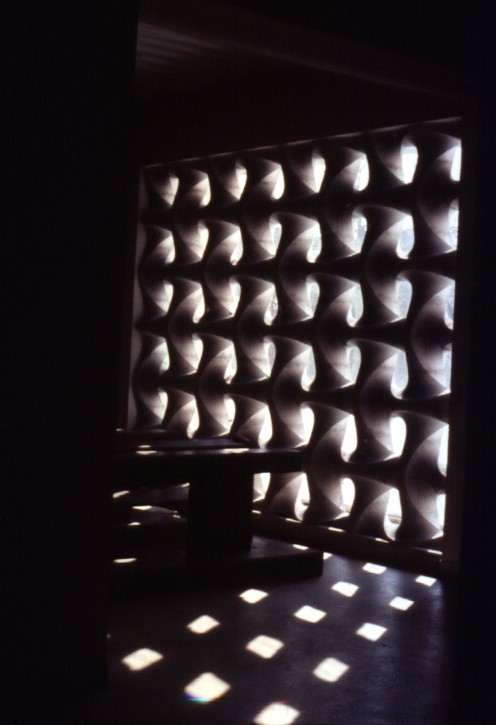
eine von zwei durchbrochenen Wänden in der Pfarrkirche Liesing

In den 50er Jahren fertigte der aus Österreich stammende Bildhauer Erwin Hauer ausgehend von organischen und fließenden Skulpturen, die von Henry Moore, Félix Candela oder auch Frei Otto beeinflusst waren, sogenannte „Architectural Screens“: gegossene, gespritzte, gefräste reliefartige Stein-, Acryl-, Laminat- und Aluminiumwände, die mit modularen Öffnungen perforiert sind. Von 1957 bis 1990 lehrte er an der Yale University.
1999 wurde Hauer in New York zum Mitglied (NA) der National Academy of Design gewählt.

## Werke
- durchbrochene Wände in der Pfarrkirche Liesing in Wien (Architekt: Robert Kramreiter)
- lichtstreuende Wand in der Pfarrkirche Neuerdberg in Wien (Architekt: Robert Kramreiter)
- lichtstreuende Wandelemente in den Eingangsbereichen der Dorotheergasse 20–24 in Wien (Architekt: Robert Kramreiter)
- Natursteinrelief "Hausbau" (1954) im Hugo-Breitner-Hof in Wien
- durchbrochene Paneel-Wände für das Look-Magazin in New York
- transluzente mehrfach geschichtete Acryl-Paneele für repräsentative Bauten und Banken in Kanada und den USA

## Publikationen
- Erwin Hauer – Continua: Architectural Screens and Walls. princeton architectural press, New York 2004, ISBN 1-56898-455-3.
- Erwin Hauer – Still Facing Infinity, Sculpture by Erwin Hauer, edited by John Hill  The Images Publishing Group, Melbourne, Australia, 2017